# Lydia Pena París
Lydia Pena París (Barcelona, 28 de gener de 1959) és una jugadora catalana d'handbol i d'esquaix i dirigent esportiva catalana.
Començà a practicar l'handbol als setze anys i fou jugadora del Club Balonmano Rancho entre 1976 i 1987, amb el qual aconseguí proclamar-se campiona de la primera Copa de la Reina el 1980 i aconseguí dos subcampionat de Lliga espanyola (1979-80 i 1980-81). Internacional amb la selecció espanyola d'handbol, fou internacional en quaranta-una ocasions, guanyant una medalla d'argent als Jocs Mediterranis de 1979. També desenvolupà tasques d'entrenadora d'equips de categories juvenil i cadets a nivell català i estatal. Posteriorment, practicà l'esquaix guanyant dos Campionats de Catalunya i formant part de la selecció estatal. Llicenciada en Ciències de l'Activitat Física i de l'Esport de l'INEFC el 1993, després de la seva retirada es dedicà professionalment a la gestió esportiva i actualment és vicepresidenta de la Federació Catalana d'Handbol.

## Palmarès
- 1 Copa espanyola d'handbol femenina: 1979-80
- 2 Campionats de Catalunya d'esquaix